# ポケットの恋
『ポケットの恋』(ポケットのこい、原題:Amour de poche）は1957年に制作されたフランスのコメディ・ファンタジー映画。監督はピエール・カスト、主演は、ジャン・マレー。日本では劇場未公開。ヴァルデマー・ケンプフェルトの短編小説「The Diminishing Draft」を原作とする。

## あらすじ
Jérôme Nordmanは、細胞を変化させ、生物を石像に変える薬の研究をしていたが、Édith Guérinという婚約者がいるにもかかわらず女性助手のMonette Landryと恋仲になった。
Monetteは、Jérômeの浮気がばれそうになり、薬を飲んだ。

## キャスト
- ジャン・マレー: Jérôme Nordman
- ジュヌヴィエーヴ・パージュ : Édith Guérin
- ジャン＝クロード・ブリアリ: Jean-Loup
- アグネス・ローラン（英語版） : Monette Landry
- アレクサンドル・アストリュック: 1er employé des objets trouvés
- クリスチャン＝ジャック: 2e employé
- レオ・ジョアノン（英語版） : 3e employé
- ジャン＝ピエール・メルヴィル: commissar
- ユベール・デシャン（フランス語版）} : inspector
- ボリス・ヴィアン : manager of baths
- アレックス・ジョフェ（英語版） : seller of articles of camping
- フランス・ロシュ（英語版） : Anne-Lise
- マイケル・アンドレ: secretary in the police office
- イヴ・バルサック（英語版） : 生徒
- アルフレド・パスクアリ（英語版） : Bataillon
- ジャック・イリング（英語版） : 教授
- アメデ（英語版）: Maubru
- Régine Lovi : Brigitte
- Joëlle Janin : Solange
- ヴィクター・ヴィカス（英語版）: the secretary of town hall
- ジャン＝ポール・ムリノ（フランス語版）
- ポーレット・アルヌー（フランス語版）
- アンドレ・ミシェル